# 針道村
針道村（はりみちむら）は福島県安達郡にあった村。現在の二本松市針道にあたる。

## 地理
- 山：口太山、白猪森

## 歴史
- 1889年（明治22年）4月1日 - 町村制の施行により針道村が単独で自治体を形成。
- 1955年（昭和30年）1月1日 - 木幡村・戸沢村・太田村と合併して東和村が発足。同日針道村廃止。